# Joe Kinnear
Joe Kinnear (Dublino, 27 dicembre 1946 – Mill Hill, 7 aprile 2024) è stato un calciatore e allenatore di calcio irlandese, di ruolo difensore.

## Carriera
Assunto come allenatore del Newcastle il 29 settembre 2008, in aprile dovette rinunciare all'incarico per problemi di salute.

## Statistiche

### Statistiche da allenatore
| Stagione                 | Squadra                  | Campionato               | Campionato | Campionato | Campionato | Campionato | Coppe nazionali | Coppe nazionali | Coppe nazionali | Coppe nazionali | Coppe nazionali | Coppe continentali | Coppe continentali | Coppe continentali | Coppe continentali | Coppe continentali | Altre coppe | Altre coppe | Altre coppe | Altre coppe | Altre coppe | Totale | Totale | Totale | Totale | % Vittorie | Piazzamento      |
| Stagione                 | Squadra                  | Comp                     | G          | V          | N          | P          | Comp            | G               | V               | N               | P               | Comp               | G                  | V                  | N                  | P                  | Comp        | G           | V           | N           | P           | G      | V      | N      | P      | %          | Piazzamento      |
| ------------------------ | ------------------------ | ------------------------ | ---------- | ---------- | ---------- | ---------- | --------------- | --------------- | --------------- | --------------- | --------------- | ------------------ | ------------------ | ------------------ | ------------------ | ------------------ | ----------- | ----------- | ----------- | ----------- | ----------- | ------ | ------ | ------ | ------ | ---------- | ---------------- |
| gen.-giu. 1992           | Wimbledon FC             | FD                       | 17         | 7          | 5          | 5          | FACup+CdL       | -               | -               | -               | -               | -                  | -                  | -                  | -                  | -                  | -           | -           | -           | -           | -           | 17     | 7      | 5      | 5      | 41,18      | Sub. 13º         |
| 1992-1993                | Wimbledon FC             | PL                       | 42         | 14         | 12         | 16         | FACup+CdL       | 5+4             | 1+1             | 3+1             | 1+2             | -                  | -                  | -                  | -                  | -                  | -           | -           | -           | -           | -           | 51     | 16     | 16     | 19     | 31,37      | 12º              |
| 1993-1994                | Wimbledon FC             | PL                       | 42         | 18         | 11         | 13         | FACup+CdL       | 3+6             | 2+3             | 0+2             | 1+1             | -                  | -                  | -                  | -                  | -                  | -           | -           | -           | -           | -           | 51     | 23     | 13     | 15     | 45,10      | 6º               |
| 1994-1995                | Wimbledon FC             | PL                       | 42         | 15         | 11         | 16         | FACup+CdL       | 4+3             | 2+2             | 1+0             | 1+1             | -                  | -                  | -                  | -                  | -                  | -           | -           | -           | -           | -           | 49     | 19     | 12     | 18     | 38,78      | 9º               |
| 1995-1996                | Wimbledon FC             | PL                       | 38         | 10         | 11         | 17         | FACup+CdL       | 8+2             | 3+0             | 4+1             | 1+1             | -                  | -                  | -                  | -                  | -                  | -           | -           | -           | -           | -           | 48     | 13     | 16     | 19     | 27,08      | 14º              |
| 1996-1997                | Wimbledon FC             | PL                       | 38         | 15         | 11         | 12         | FACup+CdL       | 7+8             | 4+3             | 2+5             | 1+0             | -                  | -                  | -                  | -                  | -                  | -           | -           | -           | -           | -           | 53     | 22     | 18     | 13     | 41,51      | 8º               |
| 1997-1998                | Wimbledon FC             | PL                       | 38         | 10         | 14         | 14         | FACup+CdL       | 5+3             | 2+2             | 2+1             | 1+0             | -                  | -                  | -                  | -                  | -                  | -           | -           | -           | -           | -           | 46     | 14     | 17     | 15     | 30,43      | 15º              |
| 1998-1999                | Wimbledon FC             | PL                       | 38         | 10         | 12         | 16         | FACup+CdL       | 3+7             | 1+4             | 1+1             | 1+2             | -                  | -                  | -                  | -                  | -                  | -           | -           | -           | -           | -           | 48     | 15     | 14     | 19     | 31,25      | 16º              |
| Totale Wimbledon         | Totale Wimbledon         | Totale Wimbledon         | 295        | 99         | 87         | 109        |                 | 68              | 30              | 24              | 14              |                    | -                  | -                  | -                  | -                  |             | -           | -           | -           | -           | 363    | 129    | 111    | 123    | 35,54      |                  |
| feb.-giu. 2001           | Luton Town               | SD                       | 21         | 5          | 7          | 9          | FACup+CdL       | -               | -               | -               | -               | -                  | -                  | -                  | -                  | -                  | FLT         | -           | -           | -           | -           | 21     | 5      | 7      | 9      | 23,81      | Sub. 22º (retr.) |
| 2001-2002                | Luton Town               | TD                       | 46         | 30         | 7          | 9          | FACup+CdL       | 1+1             | 0+0             | 0+0             | 1+1             | -                  | -                  | -                  | -                  | -                  | FLT         | 1           | 0           | 1           | 0           | 49     | 30     | 8      | 11     | 61,22      | 2º (prom.)       |
| 2002-2003                | Luton Town               | SD                       | 46         | 17         | 14         | 15         | FACup+CdL       | 2+2             | 1+1             | 0+0             | 1+1             | -                  | -                  | -                  | -                  | -                  | FLT         | 3           | 2           | 1           | 0           | 53     | 21     | 15     | 17     | 39,62      | 9º               |
| Totale Luton Town        | Totale Luton Town        | Totale Luton Town        | 113        | 52         | 28         | 33         |                 | 6               | 2               | 0               | 4               |                    | -                  | -                  | -                  | -                  |             | 4           | 2           | 2           | 0           | 123    | 56     | 30     | 37     | 45,53      |                  |
| gen.-giu. 2004           | Nottingham Forest        | FD                       | 17         | 8          | 7          | 2          | FACup+CdL       | -               | -               | -               | -               | -                  | -                  | -                  | -                  | -                  | -           | -           | -           | -           | -           | 17     | 8      | 7      | 2      | 47,06      | Sub. 14º         |
| ago.-dic. 2004           | Nottingham Forest        | FLC                      | 23         | 4          | 8          | 11         | FACup+CdL       | 0+4             | 2               | 2               | 0               | -                  | -                  | -                  | -                  | -                  | -           | -           | -           | -           | -           | 27     | 6      | 10     | 11     | 22,22      | Eson.            |
| Totale Nottingham Forest | Totale Nottingham Forest | Totale Nottingham Forest | 40         | 12         | 15         | 13         |                 | 4               | 2               | 2               | 0               |                    | -                  | -                  | -                  | -                  |             | -           | -           | -           | -           | 44     | 14     | 17     | 13     | 31,82      |                  |
| set. 2008- feb. 2009     | Newcastle Utd            | PL                       | 19         | 4          | 8          | 7          | FACup+CdL       | 2+0             | 0               | 1               | 1               | -                  | -                  | -                  | -                  | -                  | -           | -           | -           | -           | -           | 21     | 4      | 9      | 8      | 19,05      | Sub., Eson.      |
| Totale carriera          | Totale carriera          | Totale carriera          | 467        | 167        | 138        | 162        |                 | 80              | 34              | 27              | 19              |                    | -                  | -                  | -                  | -                  |             | 4           | 2           | 2           | 0           | 551    | 203    | 167    | 181    | 36,84      |                  |

## Palmarès

### Giocatore

#### Competizioni nazionali
- Coppa d'Inghilterra: 1

Tottenham: 1966-1967
- Coppa di Lega inglese: 2

Tottenham: 1970-1971, 1972-1973
- Community Shield: 1

Tottenham: 1967

#### Competizioni internazionali
- Coppa UEFA: 1

Tottenham: 1971-1972
- Coppa di Lega Italo-Inglese: 1

Tottenham: 1971

### Allenatore
- Manager dell'anno LMA: 1

1994